# Isidoro Affaitati
Isidoro Affaitati (Albogasio, 25 marzo 1622 – Varsavia, 1684 circa) è stato un architetto e ingegnere italiano originario della Valsolda, in Lombardia, che operò principalmente in Polonia.

## Biografia
La carriera di Isidoro ebbe inizio durante la Guerra dei trent'anni, quando ancora diciottenne servì nell'esercito imperiale come ufficiale di ingegneria. Durante la sua militanza nell'esercito asburgico, fece regolarmente ritorno nella patria natia, almeno fino al 1648, anno della fine della guerra. Durante uno dei suoi ritorni annuali in Valsolda sposò Franceschina Barrera, che gli diede quattro figli: Domenico, Giuseppe, Carlo e Isidoro Tommaso. Nel 1649 venne chiamato a Varsavia, insieme al fratello maggiore e costruttore Antonio, dal fratello minore Carlo Ambrogio, quest'ultimo confessore della regina di Polonia, Maria Luisa di Gonzaga-Nevers, prima moglie del re Ladislao IV di Polonia e in seguito risposatasi con il suo successore Giovanni II Casimiro di Polonia. Isidoro qui prestò i suoi servigi come architetto e ingegnere, allo scopo di  migliorare l'esercito polacco a seguito delle Guerre Cosacche.
Nel 1655 iniziò il cosiddetto Diluvio Svedese, ossia l'occupazione di quasi tutta il Regno di Polonia da parte dell'Impero svedese, durante la Seconda guerra del nord, scoppiata fra la Polonia da un lato e la Svezia alleata con la Impero russo dall'altro: a Isidoro fu commissionata da parte del re Giovanni II Casimiro di Polonia la fortificazione della città di Cracovia, che però cadde in mano agli svedesi. Isidoro si ritirò con le truppe polacche, per poi far ritorno nella capitale due anni dopo, quando Cracovia venne riconquistata. Nel 1658 progettò l'assedio di Toruń e la guerra contro gli svedesi volse verso una vittoria polacca: Isidoro tornò in Valsolda dopo quasi dieci anni di assenza. Nel 1660 si distinse nella battaglia di Cudnow durante la guerra contro la Russia. Il suo ultimo soggiorno in Valsolda avvenne fra il 1665 e il 1666. Tornato quindi in Polonia, Isidoro iniziò a lavorare febbrilmente come architetto, cosa che fece fino alla sua morte, avvenuta nel 1684 circa a Varsavia.

## Opere principali

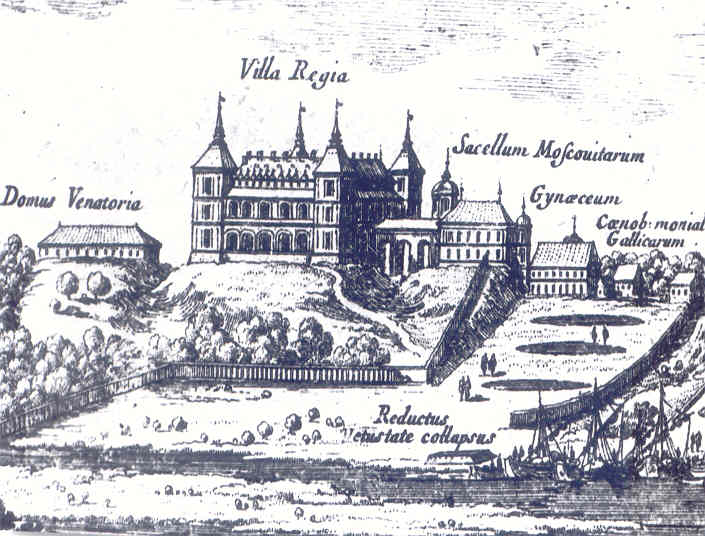
Progetto originale di Isidoro Affaitati per la Villa Regia di Varsavia

Una delle opere più importanti che Giovanni II Casimiro di Polonia commissionò al regio architetto Isidoro Affaitati fu la ricostruzione della Villa Regia di Varsavia, che fungeva da residenza principale del monarca. Questo edificio era stato costruito per volere del re Sigismondo III di Polonia fra il 1625 e il 1532 e commissionato a Matteo Castello di Melide, un architetto ticinese. Durante il Diluvio Svedese la villa fu data alle fiamme e rasa al suolo. Affaitati cercò di ricreare ciò che era stata la mistura di stili della costruzione originale, che univa elementi tradizionalmente polacchi all'estro dell'arte architettonica del barocco italiano. La villa, che oggi ospita la sede del rettorato dell'Università di Varsavia, è un tipico esempio di palazzetto suburbano, il cui porticato è composto da cinque arcate, che circonda due piani fra le sporgenze della facciata. L'edificio è sormontato sui lati da vani supplementari, sui quali si ergono delle torri piramidali. Gli archi della facciata sono bassi e larghi e manca il fregio di trabeazione, perciò lo zoccolo che separa i piani è molto ridotto.
Il Palazzo Affaitati ad Albogasio, oggi meglio conosciuto come Villa Salve, anch'esso progettato da Isidoro Affaitati, riprende gli stessi elementi architettonici della Villa Regia di Varsavia: anche qui troviamo un porticato circondato da archi tozzi, nessuna traccia di trabeazioni e nessuna base alle lesene. La differenza sostanziale è che Villa Salve non presenta nemmeno cornicioni fra i piani, né torri che sormontino l'edificio. 

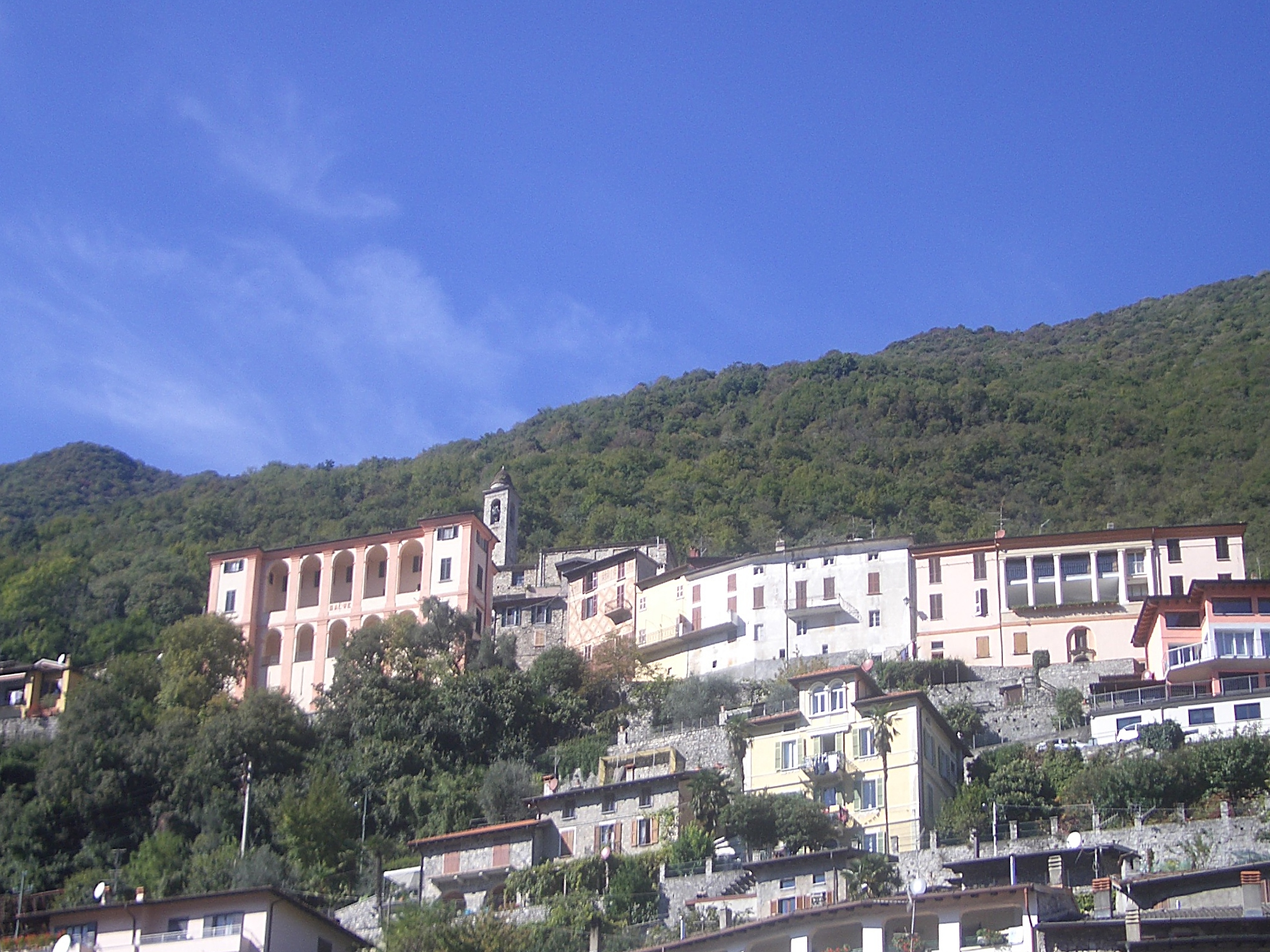
Vista di Albogasio e Villa Salve, a sinistra sotto la chiesa

Un'altra opera importante è la chiesa dell'ordine dei Francescani Riformati a Varsavia. Anche questa chiesa presenta una straordinaria somiglianza con un'altra opera valsoldese di Affaitati, ossia la chiesa della S. Annunziata di Albogasio. Se si eccettuano le dimensioni dei due edifici (la chiesa di Albogasio è più piccola), esse presentano le medesime caratteristiche: la disposizione del cornicione che separa i piani della facciata, gli assi del piano inferiore arretrati, l'incorniciatura delle finestre, le sporgenze sulla parte superiore della facciata a forma di aletta.

## Altre opere
Altre opere a cui sicuramente Isidoro lavorò furono la chiesa dei Carmelitani Scalzi a Krakowskie Przedmiescie, l'eremo dei Camaldolesi a Bielany, la chiesa di Pažaislis, presso Kaunas, oggi in Lituania. Queste opere non furono progettate da Isidoro, ma egli vi fece importanti interventi di miglioramento e riscostruzione. Un esempio è l'altare del Santuario della Madonna Nera di Jasna Gora a Częstochowa, progettato originariamente da Battista Gisleni, completato da Isidoro Affaitati.

## Riconoscimenti
Per i grandi servigi offerti come ingegnere militare, Isidoro ricevette come appannaggio nel 1655 dal re di Polonia Giovanni II un palazzo precedentemente appartenuto a Giovanni Trevano.
Per essersi distinto nella battaglia di Cudnow, ebbe un riconoscimento da parte del re Michele Korybut, in seguito ratificato dal suo successore Giovanni III Sobieski.